# Maryleen Schiltkamp
Maryleen Schiltkamp (Curaçao, 1959) is beeldend kunstenaar. Ze is oprichter van LiveART Foundation, een stichting voor performancekunst, waarin ze live schildert op klassieke muziek van samenwerkende musici.

## Levensloop
Schiltkamp is opgegroeid op de Antillen. Ze heeft in Amsterdam gestudeerd aan de Rietveld Academie (1977-1978) en aan de Rijksacademie van Beeldende Kunsten (1978-1981). In 1981 en 1982 werkte ze in de marmergroeven van Carrara in Italië en op het Griekse eiland Tinos. Daaropvolgend studeerde ze in Amsterdam geologie aan de Vrije Universiteit (1985-1988).
In 1996 werd Schiltkamp door een Japanse vriendin geïntroduceerd in Zen-boeddhisme, kalligrafie, sumi-e gewassen inktschilderen, ukiyo-e drukken, en andere aspecten van Japanse cultuur, wat haar interesse in de Japanse kunst aanwakkerde. Later bestudeerde ze het effect van Japanse houtdrukken op de westelijke  kunst. Haar werk werd in die periode gekarakteriseerd als een crossculturele dialoog vanuit een postmodern perspectief. Het werd in 1998 voor het eerst in Tokio geëxposeerd.
In 2009 nam ze deel aan een project van Colour4Kids in Mongolië.
Sinds 2015 werkt Schiltkamp samen met de Letlandse pianist Reinis Zariņš in de kunstvorm musicpaintingLIVE,  performancekunst van live schilderen in synchroniciteit met klassieke muziek. Dat resulteert niet alleen in evenementen in Nederland, maar ook in Frankrijk, Engeland en Tsjechië, met naast pianist Reinis Zariņš, ook het Duo Ingolfsson-Stoupel, pianist Tobias Borsboom, Marcel Worms en Tomáš Jamník en Jan Bartoš. Het Fitzwilliam String Quartet vierde het 50-jarige jubileum met onder meer een samenwerking tussen Maryleen Schiltkamp en Peter Florence in 2019. Over de samenwerking met Borsboom op 26 januari 2020 recenseerde de Provinciale Zeeuwse Courant:
Schiltkamp componeerde als het ware de kleurige schilderijen, terwijl ze luisterde naar de muziek.
Voor Organon Inc. in West Orange, NJ in de VS, toen nog onderdeel van AkzoNobel, creërde ze in 2000 het werk Holland on the Hoof.
In 2024 gaf Schiltkamp via de door haar opgerichte LiveART Foundation aan componist en pianist Marion von Tilzer opdracht tot de compositie Atlantis and other utopias. De uitvoering hiervan, met medewerking van onder meer het Amstelkwartet, staat gepland in de Posthoornkerk in Amsterdam.

## Documentaire
In 2017 ging de Britse documentaire 'The Art of the Symphony’ in Parijs en Praag in première. De regie was in handen van Alan Mercer (DSCH Films), die tevens hoofdredacteur van DSCH Journal en oprichter van de DSCH Society is. DSCH staat voor Dmitri Shostakovich, de componist. Schiltkamp speelt in deze documentaire prominent de hoofdrol door haar vertolking van werken van Shostakovich. Ook in Nederland zijn verschillende evenementen geweest rond deze documentaire, onder meer in De Balie in Amsterdam.

## Exposities en voorstellingen
Schiltkamp heeft zowel solotentoonstellingen gehad als deel genomen aan groepsexposities in galeries en musea in New York, Los Angeles, Tokyo, Curaçao en Nederland. Haar werk is in diverse publieke en particuliere collecties te vinden, waaronder die van het Curaçaosch Museum en het World Trade Center in Curaçao. 
Een selectie van deze exposities: 
- 1993: Studio 2000 Art Gallery, Amsterdam
- 1995: Sylvia White Gallery, Los Angeles
- 1997: Ginza Nagasaki Art Gallery, Tokyo
- 1998, 2003: Bungei Shunju Gallery, Tokyo
- 2001: Curaçao Museum, Curaçao
- 2002: Atelier International, New York
- 2003: Japonismes, Nippon Gallery, New York
- 2007: Manege, groepshow van St. Petersburg artists, St. Petersburg
- 2017: LiveART met Jan Bartoš en Tomáš Jamník, Novoměstské radnice (New Town Hall), Praag[9]
- 2018: MusicpaintingLIVE, met Reinis Zariņš (piano), Festival Winteravonden aan de Amstel, H'ART Museum, Amsterdam
- 2020: Schilderijen op het symfonisch gedicht Pan opus 43 van Tobias Borsboom (piano),  MuZEEum, Vlissingen.[19][12]
- 2023: MusicpaintingLIVE, met Reinis Zariņš (piano), Awakenings concert,  met o.a. Stravinsky - The Rite of Spring,  Hanzas Perons, Riga[6]
- 2023: Rencontres Musicales Internationales d’Aigues-Vives, live muziekschildervoorstelling van Shostakovichs Viola Sonata Op.147, met Judith Ingolfsson (viool) en Vladimir Stoupel (piano), Aigues-Vives[20][21]
- 2024: Deelname aan EuropArtFair, alwaar Schiltkamp de derde prijs van de EuropArtAward behaalde[22]